# Karl Petri
Karl Petri (* 30. Mai 1913 in Neunkirchen (Saar); † 6. September 1983) war ein deutscher Politiker der SPS und der SPD.

## Leben
Petri, der eine Lehre zum Installateur und Klempner absolvierte, trat 1932 in die SPD ein. Nach der Saarabstimmung im Januar 1935 emigrierte er nach Frankreich. 1941 wurde er verhaftet und bis 1943 im KZ Sachsenhausen interniert, danach wurde er als Mitglied im Strafbataillon 999 auf dem Balkan eingesetzt. 1945 geriet er in amerikanische Kriegsgefangenschaft, ehe er nach Neunkirchen zurückkehrte und in die Sozialdemokratische Partei des Saarlandes (SPS) eintrat. Von 1949 an gehörte er viele Jahre lang dem dortigen Stadtrat an. Daneben war er auch Mitglied des Vorstandes im Bund der Sozialistischen Jugend im Saarland. 1952 trat er aus der SPS aus und wechselte zur SPD. 1960 wurde er in den Saarländischen Landtag gewählt, durch eine Wiederwahl fünf Jahre später saß er bis 1970 als Abgeordneter im Landtag.